# Albymodellen
Albymodellen var en metod för att arbeta med ekonomiskt bistånd inom socialtjänsten som introducerades i Botkyrka kommun 1981. Internt kallades metoden "ansvarsmodellen". Metoden utvecklades av familjeterapeuten Tony Manocchio (1924–2002) som var handledare för arbetsgrupperna i Botkyrka under 1980-talet.  Syftet med modellen var, utifrån socialkontorets egna beskrivningar, empowerment och frigörande av klientens egna resurser. Det var alltid två socialsekreterare som tog emot klienten och det ställdes krav för ekonomiskt bistånd som uppvisande av arbetssökarlistor eller att klienten fullföljde en uppgjord behandlingskontakt.  Socialarbetarna såg det som att det arbete man tidigare gjort, när man relativt kravlöst beviljat bistånd, istället vidmakthöll det problem som man ville bidra till att lösa.
Professorn och narkotikaforskaren Nils Bejerot (1921–1988) beskrev Albymodellen som föredömlig i sitt förhållningssätt att ställa krav för ekonomiskt bistånd när det gällde personer med missbruksproblem.
Albymodellen kritiserades av andra forskare och klientorganisationer för att grunda sig på disciplinering, fostran, kontroll och repression.
Som efterföljare till Albymodellen kan ses Uppsalamodellen (1987), Skärholmsmodellen (1998), Angeredsmodellen (2015 ). 